# 李在龍
李在龍（韓語：이재룡，1964年9月24日—），韓國男演員。1986年MBC第18期公開選拔演員。現任大真大學戲劇電影學系兼任教。

## 演出作品

### 電視劇
- 1986年：MBC《從前的金草地》
- 1990年：MBC《第二共和國》
- 1991年：MBC《愛情是什麼》飾演 韓哲正
- 1993年：MBC《Pilot》飾演 李允哲
- 1996年：MBC《不離婚的原因》
- 1999年：MBC《為你瘋狂》
- 1999年：SBS《波濤》
- 1999年：SBS《我愛喬妹》
- 1999年：MBC《我們真的愛過嗎》
- 2000年：KBS《相逢》
- 2000年：KBS《魔女的誘惑般的愛》
- 2001年：MBC《漂亮電視臉》
- 2001年：MBC《活著的意義》
- 2001年：MBC《商道》飾演 林尚沃
- 2001年：KBS《傻傻的愛》
- 2001年：KBS《東洋劇場》
- 2001年：KBS《酷朋友2》
- 2002年：MBC《你不懂我的心》
- 2002年：KBS《在你身邊真好》飾演 崔敏聖
- 2004年：KBS《浪漫满屋》飾演 婚禮賓客
- 2004年：KBS《明成皇后》飾演 陈树棠
- 2004年：KBS《不滅的李舜臣》飾演 柳成龍
- 2006年：KBS《再見獨奏》飾演 姜浩哲
- 2006年：SBS《雪花》飾 柳健熙
- 2007年：MBC《壞女人好女人》飾演 宋健宇
- 2008年：MBC《綜合醫院2》飾演 金道勳
- 2011年：KBS《相信愛情》飾演 金東勳
- 2013年：KBS《一絲的純情》飾演 崔民秀
- 2013年：MBC《帝王之女守百香》飾演 武寧王
- 2016年：KBS《Beautiful Mind》飾演 蔡順浩
- 2017年：MBC《擺飯桌的男人》飾演 Calvin Miller
- 2018年：SBS《油膩的Melo》飾 醫院院長（特別出演）
- 2019年：JTBC《巧克力》飾演 李勝勳

### 電影
- 2003年：《間諜要回家》
- 2003年：《下流人生》
- 2006年：《Ice Bar》（客串）

### 綜藝節目
- 2014年: SBS 快樂的家
- 2015年：《SBS Plus》『出發！男人之間』主持

## 外部連結
- EPG 
- Yahoo Korea 